# ساندرا كراوتش
ساندرا كراوتش (بالإنجليزية: Sandra Crouch)‏ هي كاتبة غنائية أمريكية، ولدت في 1 يوليو 1942 في لوس أنجلوس في الولايات المتحدة.

## وصلات خارجية
- ساندرا كراوتش على موقع IMDb (الإنجليزية)
- ساندرا كراوتش على موقع ميوزك برينز (الإنجليزية)
- ساندرا كراوتش على موقع أول ميوزيك (الإنجليزية)
- ساندرا كراوتش على موقع ديسكوغز (الإنجليزية)